# Micrommata aragonensis
Micrommata aragonensis är en spindelart som beskrevs av Urones 2004. Micrommata aragonensis ingår i släktet Micrommata och familjen jättekrabbspindlar.
Artens utbredningsområde är Spanien. Inga underarter finns listade i Catalogue of Life.